# Elijah Dijkstra
Pour les articles homonymes, voir Dijkstra (homonymie).
Elijah Dijkstra, né le 5 août 2006 à Assendelft aux Pays-Bas, est un footballeur néerlandais qui évolue au poste d'arrière droit à l'AZ Alkmaar.

## Biographie

### Carrière en club
Dijkstra commence e football au Fortuna Wormerveer et termine sa formation à l'AZ Alkmaar. Il y signe son premier contrat professionnel en août 2024.
Le 27 février 2025, il fait ses débuts en équipe première, en Coupe des Pays-Bas face au Heracles Almelo. Il remplace Seiya Maikuma en prolongations et assiste à la victoire de son équipe aux tirs au but.

### En sélections nationales
Déjà international dans les catégories inférieures, Dijkstra est appelé en juin 2025 avec l'équipe des Pays-Bas des moins de 19 ans pour participer au Championnat d'Europe des moins de 19 ans 2025, en Roumanie.

## Palmarès

### En sélection
À venir